# Max Adler (attore)
Max Adler (Queens, 17 gennaio 1986) è un attore statunitense.

## Biografia
Nato nel Queens, si trasferisce presto a Fountain Hills con i genitori e poi a Scottsdale, dove frequenta la Horizon High School e canta nel coro scolastico. Dopo il diploma, si trasferisce a Los Angeles per intraprendere la carriera di attore.
Dopo alcuni piccoli ruoli in serie televisive, come A proposito di Brian e Cold Case - Delitti irrisolti, entra nel cast di Glee nei panni di Dave Karofsky, un bullo violento che nasconde la sua omosessualità.
Adler è anche un gran sostenitore della MDA (Muscular Dystrophy Association), un'associazione che si prende cura dei malati di distrofia muscolare, morbo che causò la scomparsa della madre.

## Vita privata
Adler è sposato con Jennifer Bronstein. Si sono sposati il 19 dicembre 2015. Nel gennaio 2020, la coppia ha annunciato che aspettano il loro primo figlio. Il 27 marzo 2020, la coppia dà il benvenuto al loro primo figlio, Dylan Remington.

## Filmografia parziale

### Cinema
- Curt's Brain, regia di Tony Corella e Mark Hammer – cortometraggio (2006)
- Wolf Town, regia di John Rebel (2010)
- Sweet Old World, regia di David Zeiger (2011)
- Café Society, regia di Woody Allen (2016)
- Sully, regia di Clint Eastwood (2016)
- Il processo ai Chicago 7 (The Trial of the Chicago 7), regia di Aaron Sorkin (2020)

### Televisione
- A proposito di Brian (What About Brian) – serie TV, episodio 2x03 (2006)
- Ghost Whisperer - Presenze (Ghost Whisperer) – serie TV, episodio 2x10 (2006)
- Demons, regia di Barbara Hall – film TV (2007)
- Viva Laughlin – serie TV, episodio 1x02 (2007)
- Cold Case - Delitti irrisolti (Cold Case) – serie TV, episodio 6x23 (2009)
- Valley Peaks – serie TV, episodi 1x01-2x01-2x02 (2009)
- The Defenders – serie TV, episodio 1x01 (2010)
- Glee – serie TV, 29 episodi (2009-2015)
- Last Resort – serie TV, episodio 1x01 (2012)
- CSI - Scena del crimine (CSI: Crime Scene Investigation) – serie TV, un episodio (2013)
- Switched at Birth - Al posto tuo (Switched at Birth) – serie TV, 20 episodi (2014-2015)
- The Big Bang Theory – serie TV, episodio 8x16 (2015)
- Blue Bloods – serie TV, un episodio (2015)
- Come sopravvivere alla vita dopo la laurea (Cooper Barrett's Guide to Surviving Life) – serie TV, episodio 1x11 (2016)
- Into the Dark – serie TV, episodio 1x01 (2018)
- The Flash – serie TV, 5 episodi (2018-2023)
- Shameless – serie TV, episodio 9x08 (2019)
- 9-1-1 – serie TV, episodio 2x15 (2019)
- The Filth – serie TV, episodio 1x4 (2019)
- The Rookie – serie TV, episodio 2x20 (2020)
- NCIS - Unità anticrimine (NCIS) – serie TV, episodio 18x10 (2021)

## Doppiatori italiani
Nelle versioni in italiano delle opere in cui ha recitato, Max Adler è stato doppiato da:
- Paolo Vivio in Glee (st. 2-6), Last Resort, Blue Bloods
- Gianluca Machelli in Criminal Minds, 9-1-1
- Francesco Venditti in Glee (st. 1)
- Riccardo Scarafoni in Glee (ep. 1x20)
- Fabrizio Russotto in CSI - Scena del crimine
- Gianfranco Miranda in Bones
- Stefano Crescentini in Sully
- Alessio Cerchi in Mom
- Daniel Spizzichino in The Flash
- Emanuele Durante in Shameless
- Daniele Raffaeli in NCIS - Unità anticrimine
- Simone Mori in All Rise